# Macizo de Bashchelak
El macizo de Bashchelak (en ruso: Бащелакский хребет) forma un macizo montañoso del noroeste del Altaï en la parte meridional del Krai de Altái. Alcanza los 2421 metros de altitud.

## Geografía
Los montes se encuentran entre los ríos Charysh y Anui formando la línea divisoria de aguas. Son poco elevados al noroeste, donde están cubiertos de bosques con estepas, y más elevados al sudeste, donde están cubiertos de bosques de hoja caduca. Están cubiertos por la taiga al norte y al noreste. Por encima de 2000 metros de altitud, se encuentran los prados y la tundra alpina.

## Lugares destacados
Las cascadas del río Shinok se encuentran en la región, así como la gruta del Museo.

## Fuente
- Esta obra contiene una traducción  derivada de «Бащелакский хребет» de Wikipedia en ruso, concretamente de esta versión, publicada por sus editores bajo la Licencia de documentación libre de GNU y la Licencia Creative Commons Atribución-CompartirIgual 4.0 Internacional.

- Datos: Q3297619